# 茨充
茨充，字子河（水經注作子何），宛人，或南陽人。東漢政治人物。光武時為桂陽太守。東漢時的江南頗知桑蠶織屨皆是茨充的功勞。

## 事蹟
茨充繼衛颯任桂陽太守，當時一般人不種桑，不理蠶織絲麻，所穿極簡；且民風惰窳，足不穿鞋履，因而會裂開流血，居民便燃火燒炙傷口。茨充就教民多種桑柘、養蠶、織履，並且下令種植紵麻。數年之間，大賴其利，衣履溫暖。直至北魏時，都還認為江南知桑蠶織履，皆是茨充的功勞。